# دهن الغشاء

الفئات الرئيسية الثلاث للدهون الغشائية فسفاتيديل كولين (PtdCho) - فسفاتيديل إيثانولامين (PtdEtn)
فوسفاتيديل ينوسيتول (PtdIns) - فوسفاتيديل سيرين (PtdSer)

دهون الغشاء (بالإنجليزية: Membrane lipids)‏ هو مجموعة من المركبات (تشبه من الناحية الهيكلية الدهون والزيوت) التي تُشكل السطح ذو الطبقات المزدوجة لجميع الخلايا (طبقة ثنائية الدهون). الفئات الثلاث الرئيسية للدهون الغشائية هي الدهن الفسفوري والجليكوليبيدات والكولسترول.الدهون محبة للدهون والماء: لها طرف واحد قابل للذوبان في الماء (قطبي) والأطراف الأخرى قابلة للذوبان في الدهون (غير قطبية). من خلال تشكيل طبقة مزدوجة مع نهايات قطبية تشير إلى الخارج ونهايات غير قطبية تشير إلى الداخل يمكن أن تشكل دهون الغشاء «طبقة ثنائية للدهون» تحافظ على الجزء الداخلي المائي منفصلاً عن الخارج المائي. تتحكم ترتيبات الدهون والبروتينات المختلفة، التي تعمل كمستقبلات وقنوات مسامية في الغشاء، في دخول وخروج الجزيئات والأيونات الأخرى كجزء من عملية التمثيل الغذائي للخلية، من أجل القيام بالوظائف الفسيولوجية، يتم تسهيل البروتينات الغشائية للدوران والانتشار أفقيا في اتساع ثنائي الأبعاد من طبقة ثنائية الدهون عن طريق وجود قشرة من الدهنيات ترتبط ارتباطاً وثيقاً بسطح البروتين، وتسمى الغلاف الدهني الحلقي.

## الأدوار البيولوجية
تعمل الطبقة الثنائية المكونة من دهون الغشاء كوحدة احتواء للخلية الحية. تشكل الدهون الغشائية أيضًا مصفوفة تتواجد فيها بروتينات الغشاء. تاريخيًا، كان يُعتقد أن الدهون تؤدي دورًا هيكليًا فحسب. في الواقع، الأدوار الوظيفية للدهون كثيرة: فهي تعمل كعوامل تنظيمية في نمو الخلايا والالتصاق. تشارك في الاصطناع الحيوي للجزيئات الحيوية الأخرى. يمكن أن تعمل على زيادة الأنشطة الإنزيمية للإنزيمات.
تسود الدهون غير ثنائية الطبقات المكونة للدهون مثل أحادي الجلاكتوزيل ثنائي الجليسريد (MGDG) على الدهون كبيرة الحجم في أغشية الثايلاكويد، والتي عندما يتم إماهتها بمفردها، تشكل طورًا أسطوانيًا سداسيًا عكسيًا. ومع ذلك، بالإقتران مع الدهون الأخرى والكاروتينات / الكلوروفيل لأغشية الثايلاكويد، فإنها تتوافق أيضًا معًا كطبقات ثنائية للدهون.

## الفئات الرئيسية

### الدهون الفسفورية
تتكون الدهون الفسفورية والجليكوليبيدات من سلسلتين مركب أليفاتي طويلتين غير قطبيتين (كارهة للماء) مرتبطة بمجموعة رأس محبة للماء.
رؤوس الدهن الفسفوري مفسفرة وتتكون من:
- جليسيرول (وبالتالي اسم الفوسفوجليسيريدات الذي أطلق على هذه المجموعة من الدهون)، أو
- السفينغوزين (مثل السفينغوميلين والسيراميد).

إنَّ الجليسيرول ثنائي ألكيل جليسيرول تيتراوث (GDGT) يساعد في دراسة العوامل البيئية القديمة.

### الجليكوليبيدات
تحتوي رؤوس الجليكوليبيدات (جليكو- اختصار للسكر) على سفينغوزين مع واحد أو عدة وحدات سكر ملحقة به. سلاسل كارهة للماء تنتمي إما إلى:
- اثنين من الأحماض الدهنية (FA) في حالة الفوسفوجليسريد، أو
- واحد حمض دهني وذيل الهيدروكربون من السفينغوزين في حالة السفينغوميلين والجليكوليبيدات.

الجالاكتوليبيدات - أحادي الجلاكتوزيل ثنائي الجليسريد (MGDG) و ديجالاكتوسيل ديجليسيريل (DGDG) - تُشكل الدهون السائدة في أغشية نباتية عالية من ثايلاكويد البلاستيدات الخضراء؛ تم العثور على هياكل شحمية مُكَونة من مستخلص الدهون الكُلّي لأغشية الثايلاكويد حساسة للسكروز حيث يحول الطبقات الثنائية إلى هياكل ميسيلار.

### الأحماض الدهنية
عادةً ما تحتوي الأحماض الدهنية في الفوسفو والجليكوليبيدات على عدد زوجي، عادةً ما بين 14 و24 من ذرات الكربون، مع وجود 16و18 كربوناً الأكثر شيوعاً. الأحماض الدهنية قد تكون مشبعة أو غير مشبعة، مع تكوين الروابط الثنائية تقريباً دائماً تكون الرابطة مقرونة (سيس). طول ودرجة عدم تشبع سلاسل الأحماض الدهنية لها تأثير عميق على سيولة الأغشية. تحافظ أغشية الثايلاكويد النباتية على سيولة عالية، حتى في درجات الحرارة البيئية الباردة نسبيًا، نظرًا لوفرة سلاسل الأحماض الدهنية المكونة من 18 كربونًا مع ثلاث روابط ثنائية، حمض اللينولينيك، كما كشفت دراسة 13-C NMR.

### الفوسفوجليسريد
في الفسفوجليسيريدات، يتم أسترة مجموعات الهيدروكسيل في الكربونة رقم واحد والكربونة رقم 2 من الجلسرين إلى مجموعات الكربوكسيل في الحمض الدهني. تَمّ أسترة مجموعة هيدروكسيل الكربونة رقم 3 إلى حمض الفوسفوريك. المركب الناتج والمسمى فوسفاتيدات هو أبسط فوسفوجليسيرات. يوجد بكميات صغيرة فقط من الفوسفاتيدات في الأغشية. ومع ذلك، فهو وسيط رئيسي في الاصطناع الحيوي للفوسفوغليسيريدات الأخرى.

### سفينغوزين
السفينغوزين هو كحول أميني يحتوي على سلسلة هيدروكربونية طويلة غير مشبعة. في السفينجوميلين والجليكوليبيدات، ترتبط المجموعة الأمينية من السفينجوزين بـالأحماض الدهنية بواسطة رابطة أميد. في السفينغوميلين، مجموعة الهيدروكسيل الأولية من السفينجوزين يتم أسترتها إلى فوسفوريل كولين.

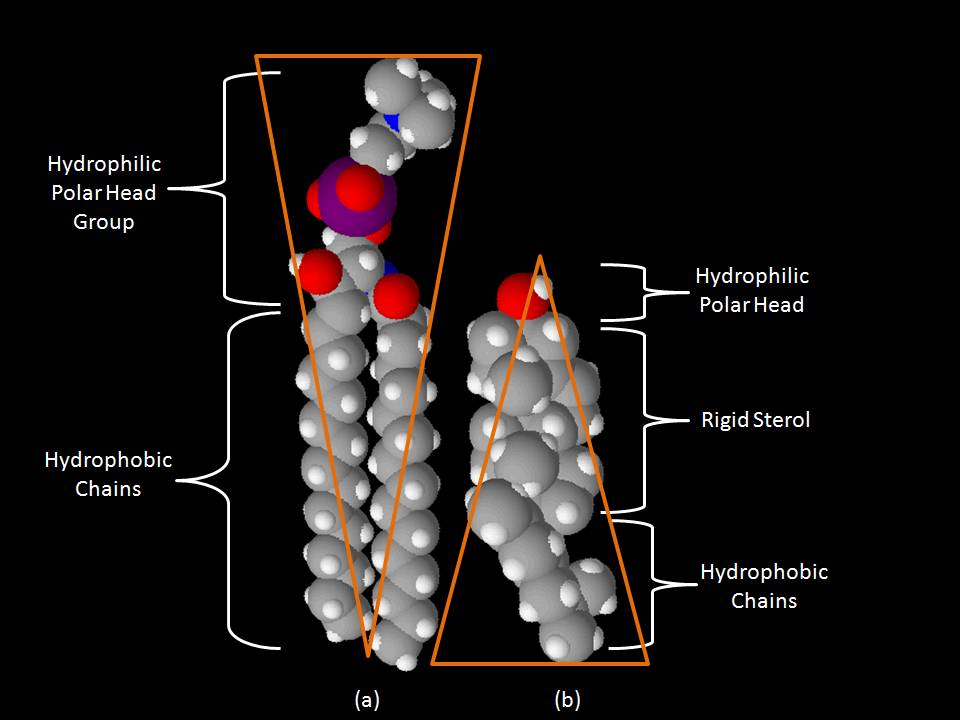
نماذج ملء الفرغ من (أ) السفينغوميلين و (ب) الكوليستيرول.

في الجليكوليبيدات، يرتبط مكون السكر بهذه المجموعة. أبسط جليكوليبيد هو سيريبروزيد، حيث توجد بقايا سكر واحدة فقط، إما جلوكوز أو جلاكتوز. تحتوي الجليكوليبيدات الأكثر تعقيدًا، مثل غانغليوزيدات على سلسلة متفرعة من ما يصل إلى سبعة بقايا سكر.

### ستيرول
وأشهر أنواع الستيرول هو الكوليسترول الموجود في الإنسان. يحدث الكوليسترول أيضًا بشكل طبيعي في أغشية الخلايا حقيقية النواة الأخرى. الستيرولات لها بُنية صلبة حلقية مائية ذات أريع أعضاء، ومجموعة رأس قطبية صغيرة.
يتم الإصطناع الحيوي للكوليستيرول من الميفالونيك عن طريق دورة سكوالين من التيربينويد. تحتاج أغشية الخلايا مستويات عالية من الكوليسترول - عادة بمعدل 20٪ كوليسترول في الغشاء كله، وتزداد محليًا في مناطق الطوافة حتى 50٪ كوليسترول (-٪ نسبة جزيئية). يرتبط بشكل تفضيلي بالشحميات السفينجولية (انظر الرسم البياني) في مناطق الطوافات الدهنية الغنية بالكوليسترول في أغشية الخلايا حقيقية النواة. تشكيل الطواف الدهني يعزز تجميع البروتينات الطرفية والبروتينات عبر الغشاء بما في ذلك الإلتحام لبروتينات SNARE وVAMP. فايتوستيرول، مثل سيتوستيرول وستيجما ستيرول وهوبانويدات تؤدي وظيفة مماثلة في النباتات وبدائيات النوى.

## وصلات خارجية
Membrane+lipids في المكتبة الوطنية الأمريكية للطب نظام فهرسة المواضيع الطبية (MeSH).